# Drill (EP)
Drill es el primer EP de la banda de rock inglesa Radiohead (conocida en aquel momento On A Friday), publicado en mayo de 1992. El EP debutó en las listas de éxitos británicas en el puesto n.º 101. La canción "Prove Yourself" fue lanzada como sencillo promocional. El disco fue grabado en febrero de ese año en el estudio Courtyard en Oxon y actualmente se encuentra disponible en el catálogo de la banda.

## Canciones
Todas las canciones fueron utilizadas en otras grabaciones de Radiohead:
- "Thinking About You": Canción original del demo Manic Hedgedod. Una versión semi-acústica está disponible en el álbum Pablo Honey.
- "You": También original de Manic Hedgedog y regrabada en Pablo Honey, esta versión contiene guitarras más notorias que su versión posterior.
- "Prove Yourself": Versión más alternativa que la posterior
- "Stupid Car": Única canción inédita del EP.[3]

## Lista de canciones
1. "Prove Yourself" - 2:32
2. "Stupid Car" - 2:21
3. "You" - 3:22
4. "Thinking About You" - 2:17